# Delta Goodrem

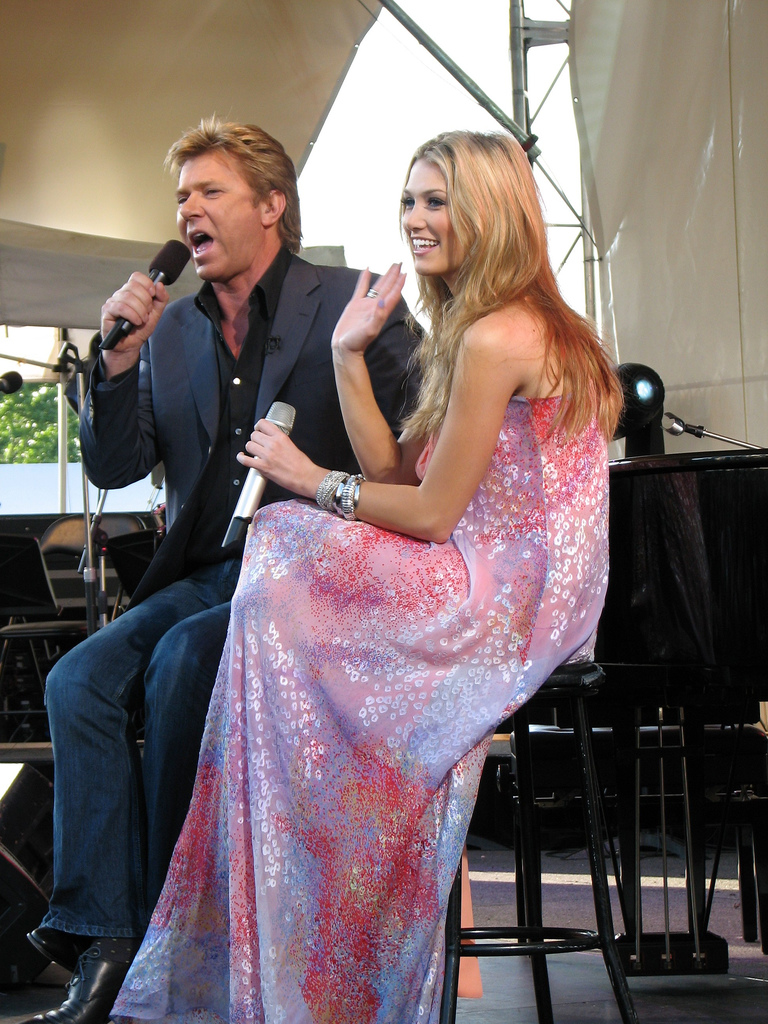
Delta Goodrem, och programpresentatör Richard Wilkins, 2007

Delta Lea Goodrem, född 9 november 1984 i Sydney, Australien, är en australisk singer-songwriter och skådespelerska.

## Biografi
Delta Goodrem har spelat piano sedan hon var sju år. Under sin barndom var hon med i flera reklamfilmer och för pengarna som hon tjänade där spelade hon in en demo som hon skickade till sitt favoritfotbollslag, the Sydney Swans. Hon hoppades därmed att få sjunga nationalsången vid en av deras matcher. Swans skickade Goodrems demo vidare till managern Glenn Wheatly, och Goodrem erbjöds ett kontrakt med Sony Music, detta vid 15 års ålder.
2003, vid 18 års ålder, diagnostiserades Goodrem med Hodgkins lymfom.
Goodrem har medverkat i såpan Grannar, där hon spelar Nina Tucker. 
Hon blev känd när hon våren 2005 sjöng "Almost Here" med Brian McFadden, ex-medlem i Westlife. McFadden och Goodrem förlovade sig 2007 och avslutade förhållandet sommaren 2010.

## Diskografi

### Studioalbum
- 2003 – Innocent Eyes
- 2004 – Mistaken Identity
- 2007 – Delta
- 2012 – Child Of The Universe[2]
- 2016 – Wings Of The Wild
- 2020 – Only Santa Knows
- 2021 – Bridge Over Troubled Dreams